# Goldie Harvey
Goldie Harvey (* 23. Oktober 1983 in Lagos als Susan Oluwabimpe Filani; † 14. Februar 2013 ebenda) war eine nigerianische R&B-Sängerin. Sie gewann in ihrer Musikkarriere verschiedene afrikanische Musik-Preise, unter anderem den Top Naija Award.

## Leben
Filani wurde 1983 im Ikeja Medical Centre in Lagos als Tochter der damaligen Generaldirektorin der Central Bank of Nigeria, Olabisi Betty Filani, und des Direktors der Access Bank geboren.
Es folgten Schulbesuche an der Green Springs Montessori Primary School. Filani besuchte später das St. John’s College in Palm Grove, Lagos State, wo sie christlich-religiöses Wissen lernte. Nach ihrem Abschluss am St. John’s College ging sie für ihr Business-Management-Studium an die University of Sunderland. Dort schloss sie 2006 mit dem Bachelor ab und kehrte zurück nach Nigeria. Sie startete jetzt ihre Musikkarriere und veröffentlichte unter dem erfolgreichen Produzenten OJB Jazzreel ihre erste Single Komole. Es folgten drei weitere Singles mit Spin Me, Nothing has Changed und Shift. Ihre vier Singles wurden Teil einer Kompilation. Nachdem die Musikbranche in den folgenden Jahren stockte, unterschrieb sie erst 2010 ihren ersten großen Plattenvertrag mit dem Label Kennis Music. Dort veröffentlichte sie im gleichen Jahr ihr erstes Album mit Gold. Mit diesem gewann sie für ihr Video zur Single-Auskopplung You Know It den Best Female Video Award im Rahmen der 2010 SoundCity Music Video Awards. Im gleichen Jahr konnte sie auch den Titel für das beste Kostüm in einem nigerianischen Musikvideo im Rahmen der Nigerian Music Video Awards für ihre Single Jawo Jawo gewinnen.
2005 hatte Filani, wie erst nach ihrem Tod öffentlich bekannt wurde, den Briten Andrew Harvey geheiratet. 2012 nahm Filani an Big Brother Africa teil, wo sie den kenianischen Rapper Prezzo kennenlernte. Über die Beziehung der beiden wurde öffentlich berichtet, laut Harveys Ehemann war diese jedoch nur Teil der Show.
Nach ihrer Rückkehr von den Grammy Awards 2013 klagte Harvey über Kopfschmerzen und begab sich in das Reddington Hospital in Victoria Island im Lagos State. Dort verstarb sie am 14. Februar 2013 an den Folgen einer Hirnblutung.

## Diskografie
- 2010: Gold
- 2011: Gold Reloaded